# TVN Group
Die TVN Group Holding GmbH & Co. KG (auch TVN Group) ist eine Mediengruppe mit dem Schwerpunkt Bewegtbild und gehört zum Madsack-Konzern. Hauptsitz ist das Medienzentrum im Anzeiger-Hochhaus in Hannover.
Die fünf Unternehmen der TVN-Gruppe decken gemeinsam den Handlungsbereich der audiovisuellen Medienproduktionen ab. Das Portfolio reicht von der Ausstattung und dem Betrieb von TV- und Sendestudios über Kamerasysteme und Mikrofonie bis zur Postproduktion. Zum Einsatz kommt verschiedenste mobile Produktionstechnik wie Übertragungswagen, Satellitenfahrzeuge, Flightcase-Technik und Kamera-Drohnen für unbemannte Luftaufnahmen. Im Wesentlichen werden damit Video- und Audiosignale in verschiedenen Formaten erstellt und bearbeitet.
Zu den redaktionellen Dienstleistungen (Content) gehört neben News, Reportagen, Dokumentationen und der Formatentwicklung auch die Kommunikation im Corporate-Media-Bereich.
In der TVN Group Holding sind Abteilungen angesiedelt, die gruppenübergreifende Funktionen ausüben und die die Geschäftsentwicklung steuern. Dazu gehören das Controlling und weitere kaufmännische Aufgaben, die IT, die Aus- und Weiterbildung, Human Resources, das Qualitätsmanagement sowie das Green Consulting.
TVN ist ein Ausbildungsbetrieb. Seit 1996 haben an fünf TVN-Standorten mehr als 300 Auszubildende in insgesamt sechs Berufsfeldern einen Abschluss erworben, überwiegend in den Berufen Mediengestaltung Bild und Ton, Kaufmann/-frau AV-Medien und Fachinformatik Systemintegration.
Die TVN Group ist mit Standorten ihrer Tochterunternehmen in neun deutschen Bundesländern vertreten: in Niedersachsen (Hannover ist Hauptsitz aller Unternehmen), Bayern, Berlin, Bremen, Hamburg, Hessen, Nordrhein-Westfalen, Sachsen und Schleswig-Holstein.

## Geschichte

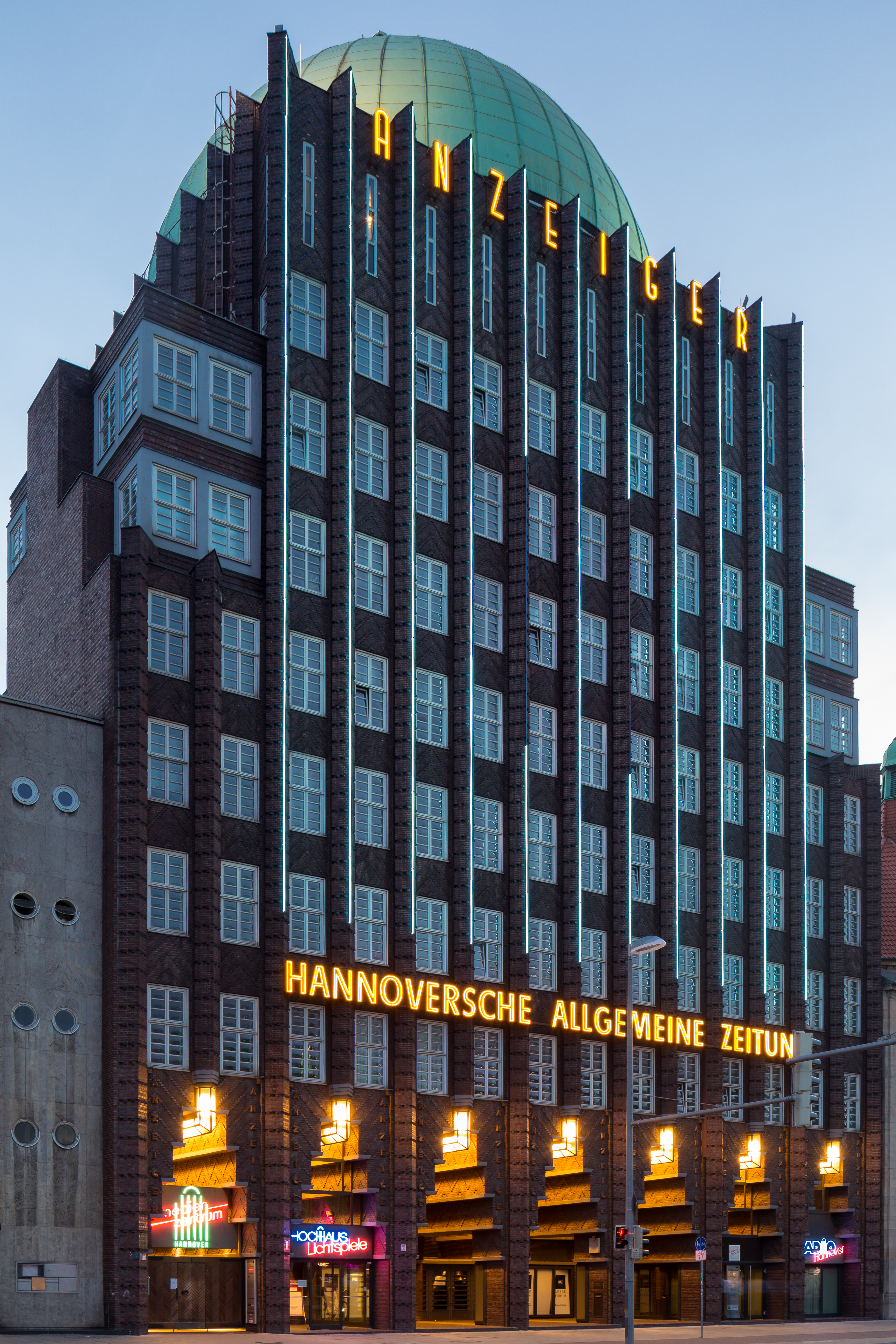
Das Anzeiger-Hochhaus in Hannover ist der Firmenhauptsitz der TVN Group.

Mit Einführung des Dualen Rundfunksystems ergänzte Madsack sein Medienangebot durch die Gründung von TVN um Fernsehdienstleistungen. Bereits 1984 realisierte TVN den Sendebetrieb einiger Regionalprogramme. Seit 1989 werden auch die Regionalprogramme von Sat.1 in Norddeutschland produziert.
Ab 1998 erhielt die spätere TVN-Tochter AZ Media TV die Drittsendelizenzen bei RTL. Für das Programmfenster entwickelte und produzierte sie Formate wie „30 Minuten Deutschland“, „Die große Reportage“ oder „Yolo TV“. Die letzte übertragene Sendelizenz hatte eine Laufzeit vom 1. Juli 2013 bis zum 30. Juni 2018. 2007 erwarb die TVN-Gruppe Anteile an der AZ Media TV und der AZ Media Technology und wurde neuer Haupteigner, was von der Niedersächsischen Landesmedienanstalt, der KEK und dem Bundeskartellamt genehmigt wurde. 2010 erfolgte die vollständige Übernahme. Mit dem Ziel einer besseren Zuordnung zur Gruppe wurde das Unternehmen 2024 in TVN Factual Entertainment umbenannt.
Für die Olympischen Winterspiele 2002 in Salt Lake City ließ TVN mobile Übertragungscontainer konzeptionieren. Die Container ließen sich in Flugzeugen des Typs Boeing 747 transportieren und wurden erst vor Ort zu einer kompletten Senderegie aufgebaut. 2006 kaufte der TV-Dienstleister einen HD-ausgeführten Übertragungswagen, der seitdem größtenteils im Sportbereich und Unterhaltungssektor verwendet wird. Erstmals kam er bei der WM 2006 in München für den Pay-TV-Sender Premiere zum Einsatz.
Im Rahmen einer Diversifikationsstrategie trennte sich 2008 die Studio Hamburg GmbH von ihrem 30-prozentigen Anteil an TVN, womit die Verlagsgruppe Madsack wieder 100-prozentiger Inhaber war.
2016 verlängerte Sat.1 Norddeutschland bis ins Jahr 2021 den Sendebetrieb seiner beiden Regionalprogramme mit der TVN-Gruppe. Neben Niedersachsen/Bremen und Schleswig-Holstein ist seitdem auch der Standort Hamburg im Produktionsumfang enthalten, von wo aus seit 2016 die Livesendungen produziert werden.
Durch Sondergenehmigungen konnten 2017 zur Eröffnung des neuen Hamburger Konzerthauses Elbphilharmonie aus 120 m Höhe die Live-Bilder für das NDR Elbphilharmonie Orchester auch aus der Luft gefilmt werden.
Seit 2017 produziert TVN Fernsehübertragungen zunehmend in UHD- und HDR-Qualität. Bei einem Fußballspiel zwischen Borussia Mönchengladbach und RB Leipzig am 19. Februar 2017 wurde die Technik erstmals unter Realbedingungen deutschlandweit getestet.

## Gesellschaftsstruktur
Die TVN Group ist in Form einer GmbH & Co. KG organisiert. Einzige Komplementärin ist die Verlagsgesellschaft Madsack GmbH & Co. KG, größte Kommanditistin der Verlagsgesellschaft ist das Medienbeteiligungsunternehmen der Sozialdemokratischen Partei Deutschlands (SPD), die Deutsche Druck- und Verlagsgesellschaft.

## Studios und Standorte

### Studios

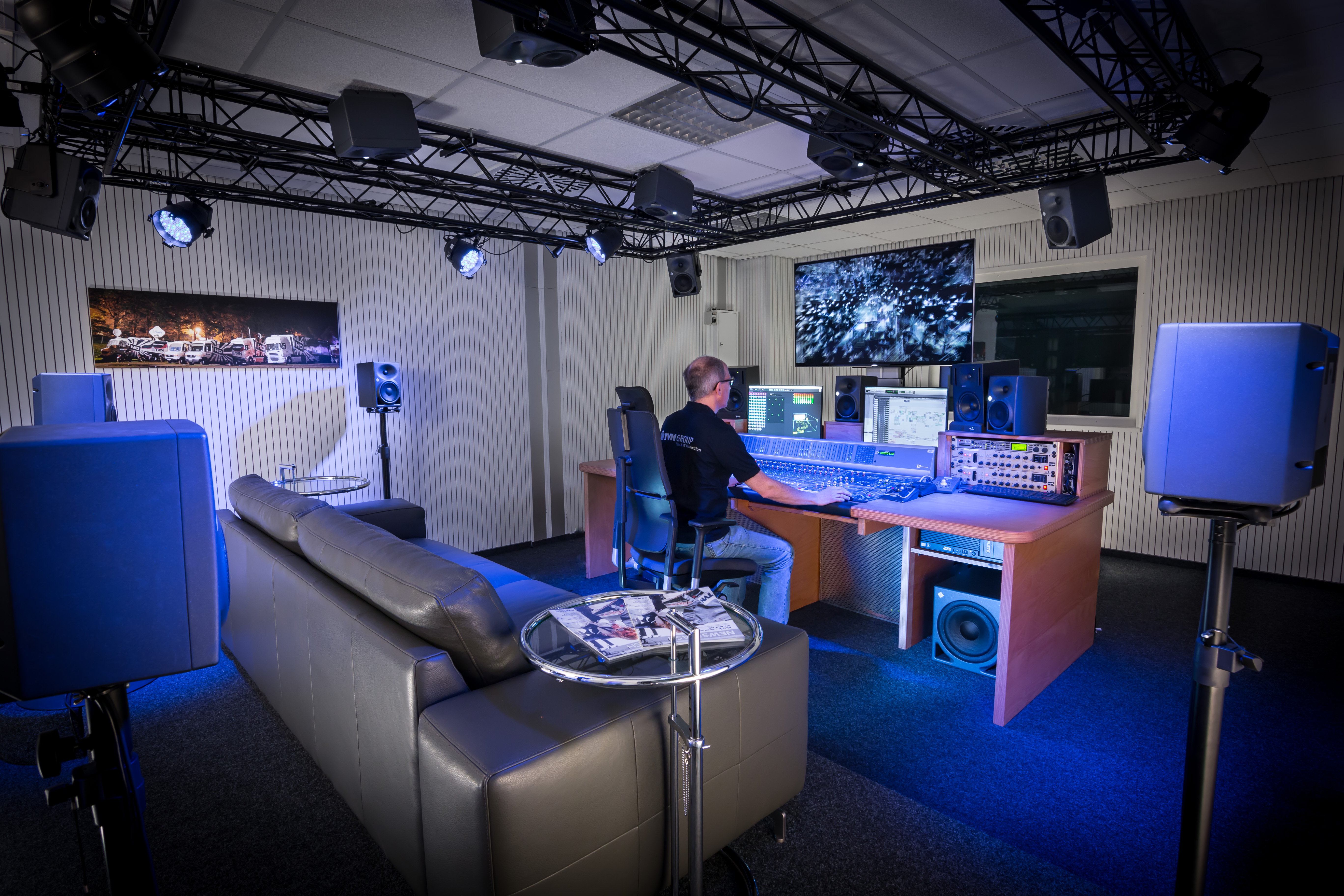
Das Dolby Atmos Studio im Anzeigerhochhaus

Die TVN Group unterhält insgesamt vier Fernsehstudios in Hannover und Umgebung. Das Studio 1 im Medienzentrum Hannover im Anzeiger-Hochhaus realisiert in zwei Produktionsbereichen Aufzeichnungen für Talkshows und Interviews. Das Studio wird auch für hauseigene Medientrainings und Ausbildungszwecke benutzt. Angeschlossen an das Studio 1 ist ein 3D-Audio Tonstudio, das Dolby Atmos und Auro-3D-fähig ist. Diese Technik wurde erstmals 2018 genutzt, um das Hannover-Proms-Konzert live aus dem Kuppelsaal in zehn Kinos deutschlandweit zu übertragen. Gefördert wurde die deutschlandweite Premiere einer Dolby-Atmos-Live-Übertragung mit Mitteln der nordmedia.
Das Studio 3 liegt in der Nähe des Autobahnzubringers in der Wohlenbergstraße in Hannover und ist besser bekannt als das Bingostudio. Mit fast 700 m² Fläche ist das Studio das größte des Unternehmens. In diesem Gebäudekomplex hat auch die Verwaltungszentrale des Geschäftsbereiches der TVN Live Productions ihren Sitz. Außerdem ist dort ein Großteil der Übertragungswagen stationiert.
Das Studio 4 befindet sich ebenfalls am TVN-Standort Wohlenbergstraße. Mit 250 m² Fläche ist es das zweitgrößte Studio der Unternehmensgruppe. Seine Besonderheit ist eine Bluescreen-Hohlkehle, mit der farbbasierte Bildfreistellung ermöglicht wird. Somit sind reale Filmaufnahmen mit Computergrafiken ergänzbar.

### Standorte
Standorte unterhält die Unternehmensgruppe mit ihren Tochterunternehmen am Firmenhauptsitz in Hannover, in Berlin (nahe Hauptbahnhof und Regierungsviertel), Bremen, Flörsheim am Main, Frankfurt am Main, Hamburg, Kiel, Köln, Leipzig und Ismaning bei München.
Am Produktionsstandort Berlin wird die politische Berichterstattung aus dem Deutschen Bundestag, dem Bundeskanzleramt und der Bundespressekonferenz realisiert.
An den Standorten Bremen, Frankfurt am Main, Hamburg, Hannover, Kiel und Köln werden für die öffentlich-rechtlichen Sendeanstalten und im Auftrag von RTL und SAT.1 die technischen Dienstleistungen für wochentägliche Beiträge der jeweiligen Regionalprogramme und die aktuelle Berichterstattung umgesetzt.
Am Standort Hamburg Phoenixhof finden außerdem der Studiobetrieb und die Sendeabwicklung bei Sendungen wie Markus Lanz oder die Die Küchenschlacht statt.

## Tochterunternehmen und Dienstleistungen

### TVN Corporate Media
Die TVN Corporate Media GmbH & Co. KG erbringt Dienstleistungen im Bereich der Unternehmenskommunikation mit dem Schwerpunkt Bewegtbild und agiert als Full-Service-Agentur für Auftraggeber aus Wirtschaft und Gesellschaft.
Im Unternehmen sind Mediengestaltende wie Videoproducer, RedakteurInnen, KonzepterInnen, GrafikerInnen sowie weiteres kreatives Personal tätig. Zu ihrem Portfolio gehört die Entwicklung und Realisation von Einzelprojekten bis zu kompletten crossmedialen Kampagnen für TV, Print und Internet, insbesondere Social-Media.
Zu den Dienstleistungen von TVN Corporate Media gehört die Konzeption und Umsetzung von: Kommunikations- und Contentstrategien, Filmen, Kino- und TV-Spots, Motion Graphics, Livestreamings, Printprodukten sowie Firmenevents. In diesem Umfang entstehen beispielsweise serielle Webserien, Recruiting- und Image-Kampagnen, die auf verschiedenen Plattformen veröffentlicht werden, etwa als eigener YouTube-Kanal. Zum Repertoire gehören auch Vodcasts und Podcasts.
Kunden von TVN Corporate Media sind zum Beispiel die Techniker Krankenkasse, die DLRG oder das Heide Park Resort.

### TVN Factual Entertainment
Die TVN Factual Entertainment GmbH hat Hauptniederlassungen in Hannover und Köln. Das Portfolio sind Fernsehformate, Magazinsendungen, Factual Entertainment, Dokumentationen, Reportagen, und Doku-Soaps. Zum Portfolio der Mitarbeitenden gehören Konzepte, Ideensammlung, Recherche, Drehbuchentwicklung, Casting, Dreharbeiten und Postproduktion bis zum sendefähigen Film. Dabei werden diese Aufgaben entweder durch die KollegInnen selbst oder in Zusammenarbeit mit Kamerateams, technischen Assistenzen und Cuttern durchgeführt.
TVN Factual Entertainment produziert bundesweit für zahlreiche private und öffentlich-rechtliche Fernsehsender. Beispiele sind Sendungen für die Reportagereihen „Typisch!“, „NaturNah“ oder „nordstory“ im Auftrag des NDR in Niedersachsen und Schleswig-Holstein.
Bekannte Produktionen sind auch Folgen für das Programmfenster „Die Alltagskämpfer“ im Programm von RTL Television.
Bei der Dokusoap-Serie „Die Geissens – Eine schrecklich glamouröse Familie“ (mit inzwischen mehr als 20 Staffeln) und deren Spin-Offs „Geissens' Mega Mansions“ und „Davina und Shania - We Love Monaco“ übernimmt Personal von TVN Factual Entertainment die redaktionelle Betreuung und die inhaltliche Schnittrealisation. Zu den Handlungsfeldern gehören hier die Sichtung des gedrehten Rohmaterials, die Auswahl, Anordnung und Komposition der Szenen zu einer Story, die musikalische Untermalung sowie die Erstellung der Sprechertexte.

### TVN Live Production

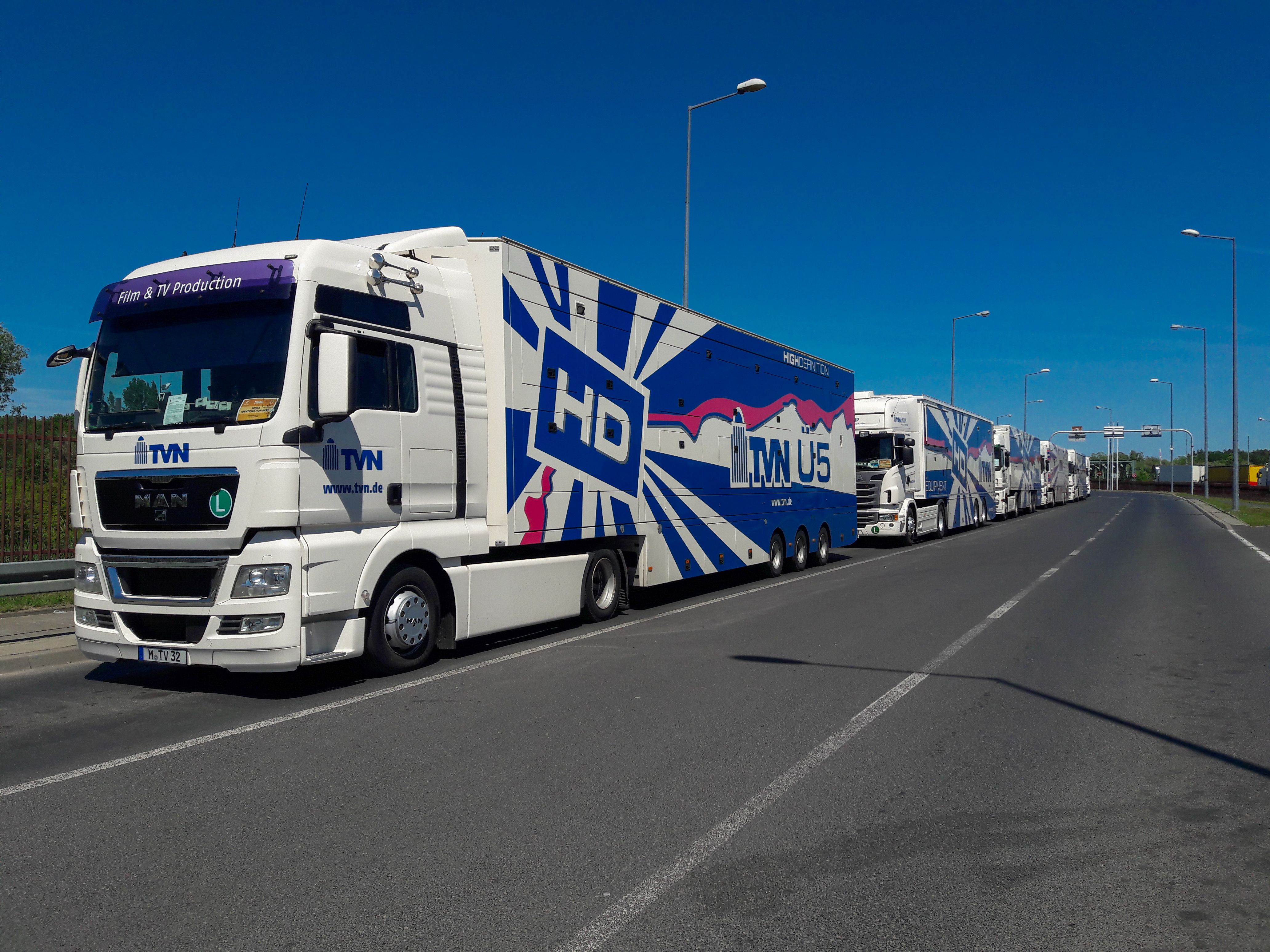
Die Ü-Wagenflotte der TVN Group auf Tour

Die TVN Live Production GmbH & Co. KG gehört mit der hauseigenen Übertragungswagen-Flotte und dem Fernsehproduktionsteam zu den großen Dienstleistern für Außenübertragungen. Die fünf Haupteinheiten bilden ein modernes Ü-Wagenkonzept, da die Technik den zusammengeführten Regiebetrieb ermöglicht und die Signale von mehr als 30 Kameras synchron aufbereitet. Live-Übertragungen in UHD und HD sowie Soundsysteme bis Dolby Atmos werden mit einer eigenen Stromversorgung unterbrechungsfrei gewährleistet. Gerade die Produktionseinheiten werden bei großen Festivals wie Parookaville und Veranstaltungen wie die Konzerttournee der deutschen Schlagersängerin Helene Fischer verwendet.

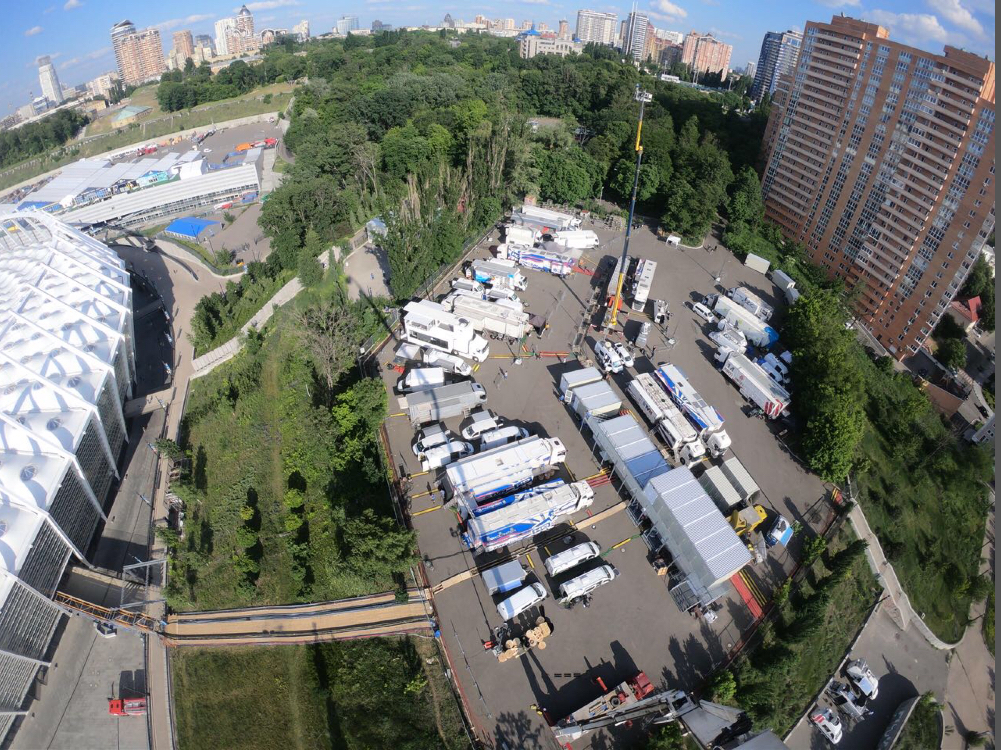
Die Übertragungswagen der TVN Group am Olympiastadion in Kiew

Als Host-Broadcaster produziert TVN viele Bundesliga-Spiele für den DFB. Für das UEFA-Champions-League-Finale am 26. Mai 2018 in Kiew überführte TVN Live Production Teile der Übertragungswagenflotte in die Ukraine, um parallel in UHD und HD produzieren zu können. Das Tonsignal wurde mit über 50 Mikrofonen im Stadion in Dolby Atmos aufgezeichnet. Für das Finale der UEFA Champions League 2017/18 im Kiewer Olympiastadion wurden ebenfalls 48 Kameras, ein PMT-Kran sowie 73 Mitarbeiter eingesetzt.
Für den Verein VfL Wolfsburg produziert TVN die Stadionshow Wölfe TV, mit bisher mehr als 100 Produktionen und 250 Stunden Programm. Für Sport1 werden Fußball-Talkshows wie der „Sportbuzzer Fantalk 3.0“ in Kooperation mit RB Leipzig produziert. Die Mediengruppe RTL Deutschland ließ das Abschiedsspiel von Bastian Schweinsteiger ebenfalls von TVN produzieren.

### TVN Production
Die TVN Production GmbH & Co. KG stellt und betreibt an sieben Standorten bundesweit TV-Studios und Schnittplätze mit vernetzten Redaktionsarbeitsplätzen sowie eine Fahrzeugflotte für die Videoproduktion und aktuelle Berichterstattung. Zum fest angestellten Personal gehören Kamerateams, Studiotechniker, Postproduktionspersonal wie Cutter sowie Videojournalisten. Auftraggeber sind private und öffentlich-rechtliche Programmveranstalter. In diesem Rahmen ist TVN technischer Dienstleister für die Regionalprogramme von Sat.1 in Niedersachsen, Bremen, Hamburg und Schleswig-Holstein sowie von RTL in Niedersachsen, Bremen, Schleswig-Holstein und Hessen. Der Auftrag beinhaltet jeweils Dreharbeiten und Postproduktion sowie die komplette Sendeabwicklung.
Am Standort Köln realisiert Schnittpersonal die Postproduktion der Dokusoap-Serie Die Geissens – Eine schrecklich glamouröse Familie mit inzwischen mehr als 20 Staffeln und deren Spin-Offs statt. Außerdem werden hier die Staffeln des Formats Morlock Motors (auf Kabel Eins) postproduziert. Das Format um den Kfz-Unternehmer Michael Manousakis ist aus der Serie Steel Buddies (auf DMAX) hervorgegangen.
Die Mitarbeitenden am Produktionsstandort Berlin realisieren Dreharbeiten und Magazinbeiträgen für RTL. Ein weiteres Handlungsfeld ist hier die politische Berichterstattung aus dem Deutschen Bundestag, dem Bundeskanzleramt und der Bundespressekonferenz. Als barrierefreie Angebote werden diese Übertragungen zusätzlich mit Gebärdensprache sowie einer Liveuntertitelung umgesetzt.
TVN Production produziert außerdem Video- und Audiomaterial oder fertige Beiträge für Formate wie Galileo.
Zum Portfolio der TVN Production gehören auch Livestreamings von Kongressen und Pressekonferenzen.

### TVN Solutions

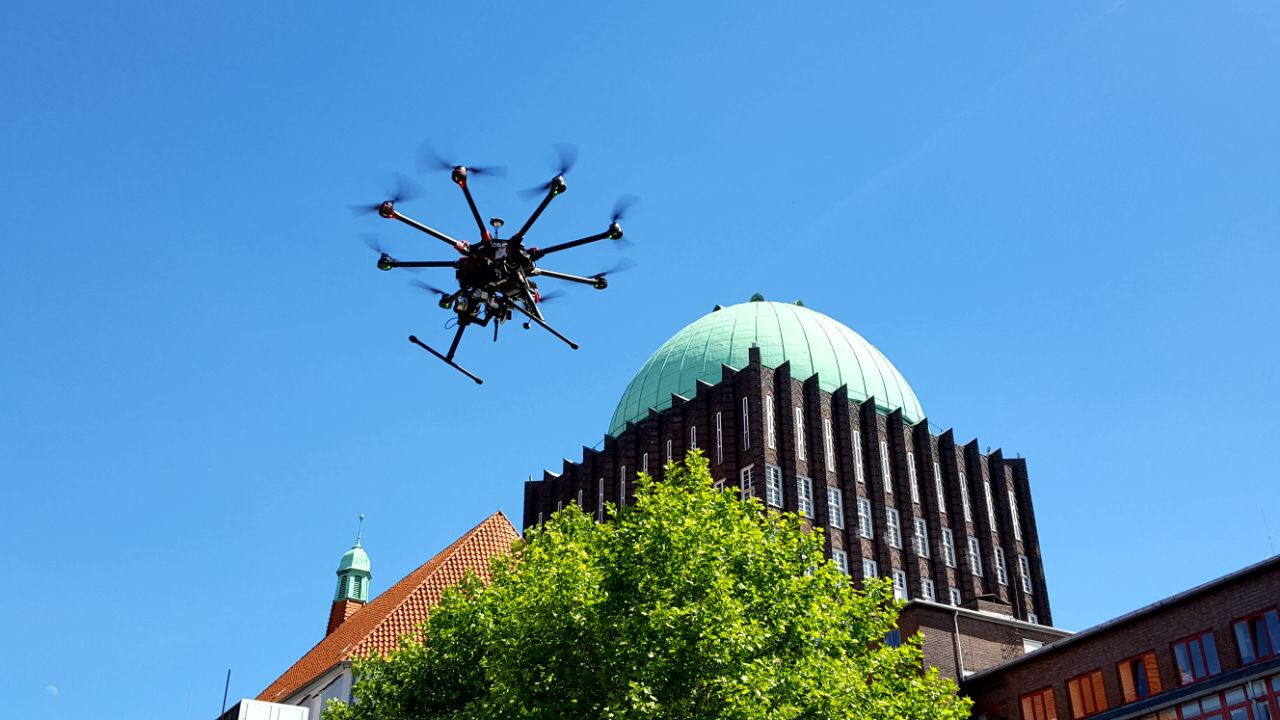
Ein Octocopter der TVN Group vor dem Anzeiger-Hochhaus

Die TVN Solutions GmbH ist in der Mediengruppe für die Luftaufnahmen mit Kameradrohnen, die Technik für den Sendebetrieb, die Broadcast IT, technische Weiterentwicklungen sowie die Beratung zu medientechnischen Konzepten zuständig. Hier werden Systemkomponenten evaluiert, Infrastrukturen geschaffen und in Betrieb genommen. Handlungsfelder sind die Streaming- und TV-Produktion, Postproduktion, der Sendebetrieb, trimediale Workflows und mobile Produktionstechnik, Festinstallationen von TV-Studios sowie Managed Services.
Im Bereich der Luftaufnahmen wurden eigene Multicopter für die typischen Anforderungen bei TV- und Filmproduktionen ausgebaut und konfiguriert. TVN Solutions realisierte ebenfalls in Eigenkonstruktion 2017 ein 360-Grad-Rig für einen Imagefilm, das mit sechs 4K-Kameras ausgestattet wurde, da es am Markt keine technische Lösung gab, um den Anforderungen entsprechend zu produzieren.
Als Dienstleister der Live Nation Brand Partnership & Media setzte TVN Solutions im Rahmen von MagentaMusik 360 für die Telekom Deutschland erstmals regiegestütztes 360°-Livebroadcasting namens MagentaMusik 360 für die Telekom Deutschland erstmals regiegestütztes 360°-Livebroadcasting um. Dabei konnten die Open-Air-Festivals Wacken, Parookaville und Frauenfeld via VR-Brillen und Smartphones live virtuell besucht werden.
Weitere Dienstleistungen erfolgten im Bereich der Photogrammetrie, wo digitale Geländemodelle (DGM) oder 3D-Scans historischer Gebäude und virtuelle Rundgänge durch Gebäude realisiert wurden. Mit dem Regisseur Dani Levy realisierte die Tochterfirma der Mediengruppe 2018 die vier 360°-Dokumentationen Jerusalem Stories: Faith – Love – Hope – Fear für das Jüdische Museum in Berlin.

## Auszeichnungen (Auswahl)
- Bayerischer Fernsehpreis (1997, 2003, 2006)
- New York Festival Award (Bronze, 2002)
- Robert-Geisendörfer-Preis, Medienpreis der evangelischen Kirche (2003)